# Звездане стазе: Први контакт
Звездане стазе: Први контакт (енгл. Star Trek: First Contact) амерички је научнофантастични филм из 1996. године, режисера Џонатана Фрејкса. Ово је осми филм серијала Звездане стазе, а други из циклуса у коме су главни ликови протагонисти серије Звездане стазе: Следећа генерација. Радња прати посаду звезданог брода Ентерпрајз, на челу са капетаном Жан-Ликом Пикаром (Патрик Стјуарт), која путује кроз време и долази на Земљу средином 21. века како би спречила Боргове да промене прошлост, односно спрече Зефрама Кокрејна да открије ворп погон.
Након изласка филма Звездане стазе: Генерације 1994. године, компанија Paramount Pictures ангажовала је сценаристе Бренона Брагу и Роналда Д. Мура да осмисле следећи филм. Брага и Мур су желели да у радњу укључе Боргове, док је продуцент Рик Берман инсистирао на заплету са путовањем кроз време. Сценаристи су комбиновали те две идеје; у почетку су радњу сместили у доба ренесансне Италије, али су од тога одустали бојећи се да би тај концепт деловао „кичасто”, па су променили поставку на средину 21. века. Пошто су двојица познатијих редитеља одбила понуду да режирају филм, улога редитеља је припала Џонатану Фрејксу, члану глумачке екипе, како би задатак припао некоме ко добро разуме свет Звезданих стаза.
Сценарио је захтевао креирање нових дизајна свемирских бродова, укључујући нови Ентерпрајз. Сценограф Херман Зимерман и илустратор Џон Ивс радили су заједно на изради елегантнијег брода у односу на претходни модел. Главно снимање започето је на локацијама у Аризони и Калифорнији, након чега се продукција преселила на нове сетове за сцене које се дешавају на броду. Боргови су редизајнирани тако да изгледају као да су трансформисани у машине изнутра ка споља; нова шминка захтевала је четири пута више времена у односу на телевизијску серију. Компанија Industrial Light & Magic имала је мање од пет месеци да заврши специјалне ефекте. Уз традиционалне оптичке технике, коришћене су и компјутерски генерисане слике. Музику за филм компоновао је Џери Голдсмит.
Филм је биоскопски објављен 22. новембра 1996. и био је филм са највећом зарадом током првог викенда приказивања. Укупно је зарадио 146 милиона долара широм света. Рецензије су углавном биле позитивне; критичари попут Роџера Иберта сматрали су га једним од најбољих филмова из серијала. Боргови и специјални ефекти добили су највише похвала, док су реакције на карактеризацију ликова биле нешто мешовитије. Академске анализе бавиле су се паралелама између капетана Пикара и Ахаба из Моби Дика, као и природом Боргова. Филм је био номинован за Оскара за најбољу шминку, а освојио је три награде Сатурн. Наставак, Звездане стазе: Побуна, премијерно је приказан 1998. године.

## Радња
У 24. веку, капетан Жан-Лик Пикар буди се из кошмара у којем је поново проживео своју асимилацију од стране кибернетске расе Боргова, која се догодила шест година раније. Контактира га Звездана флота и обавештава о новој претњи Боргова по Земљу. Пикар добија наређење да његов брод, Ентерпрајз, патролира Неутралном зоном у случају ромуланске агресије; Звездана флота сматра да је Пикар сувише емоционално везан за Боргове да би учествовао у борби.
Сазнавши да флота губи битку, посада Ентерпрајза крши наређења и креће ка Земљи, где се једна Борг Коцка бори против групе бродова Звездане флоте и одолева њиховим нападима. Ентерпрајз стиже на време да помогне посади брода Дефајант и његовог команданта, Клингонца Ворфа. Пикар преузима команду над флотом и наређује свим бродовима да концентришу ватру на наизглед небитну тачку брода Боргова. Коцка лансира мањи сферни брод ка Земљи пре него што буде уништена. Ентерпрајз креће у потеру за сфером кроз временски вртлог. Када сфера нестане, посада открива да је Земља промењена — сада је насељавају Боргови. Схватајући да су Боргови путовали кроз време да би изменили прошлост, Ентерпрајз улази у вртлог и креће за њима.
Ентерпрајз стиже стотинама година у прошлост — 4. априла 2063. године, дан пре историјског лета на ворп погон који ће довести до првог контакта човечанства са ванземаљцима. Посада претпоставља да Боргови покушавају да спрече тај први контакт и асимилују човечанство док се планета још опоравља од Трећег светског рата. Након што униште Борг сферу, тим се телепортује на ворп брод Феникс, који је изградио Зефрам Кокрејн, у месту Боузман у Монтани. Пикар шаље Кокрејнову помоћницу Лили Слоун на Ентерпрајз на медицинску негу. Капетан се враћа на брод, а командант Вилијам Рајкер остаје на Земљи да осигура да лет Феникса протекне по плану. Иако се у будућности Кокрејн слави као херој, он је заправо изградио Феникс ради финансијске користи и оклева да прихвати улогу историјске личности коју му приписују.
Група Боргова упада у доње палубе Ентерпрајза, асимилују неке чланове посаде и почињу да модификују брод. Пикар и тим покушавају да дођу до машинске собе како би уништили Боргове корозивним гасом, али су присиљени да се повуку; андроид Дејта бива заробљен у окршају. Преплашена Лили суочава се са Пикаром са оружјем, али он успева да задобије њено поверење. Заједно беже из дела брода зараженог Борговима тако што праве диверзију у Холодеку. Пикар, Ворф и навигатор, поручник Хок, излазе у свемир у скафандерима како би спречили Боргове да искористе навигациони дефлектор да позову појачање, али Хок том приликом бива асимилован. Како Боргови освајају све више палуба, Ворф предлаже уништење брода, али Пикар га у бесу назива кукавицом. Лили га потом суочава с његовим поступцима и тера га да схвати да делује ирационално због личне прошлости са Борговима. Пикар се извињава Ворфу и наређује активацију самоуништења брода и евакуацију посаде у спасилачке капсуле, док он остаје да спаси Дејту.
Док Кокрејн, Рајкер и инжењер Џорди Ла Форџ припремају активацију ворп погона на Фениксу, Пикар открива да је краљица Боргова уградила људску кожу на Дејту, дајући му осећај додира коме је дуго тежио, како би добила шифре за приступ Ентерпрајзовом рачунару. Иако Пикар нуди себе у замену за Дејтину слободу, Дејта одбија да оде, деактивира самоуништење и испаљује торпеда на Феникс. У последњем тренутку, торпеда промашују, а краљица схвата да ју је Дејта преварио. Он онда пробија резервоар са расхладним средством, чије паре нагризају биолошке компоненте Боргова и нову кожу на његовом телу.
Са неутралисаном претњом Боргова, Кокрејн успешно извршава свој ворп лет. Те ноћи, посада са дистанце посматра како ванземаљски брод Вулканаца, привучен тестом ворп погона, слеће на Земљу. Кокрејн дочекује ванземаљце. Пошто су осигурали да је временска линија исправљена, Пикар се опрашта од Лили, а посада Ентерпрајза нечујно напушта сцену и враћа се у 24. век.

## Улоге
| Глумац         | Улога                    |
| -------------- | ------------------------ |
| Патрик Стјуарт | Жан-Лик Пикар            |
| Џонатан Фрејкс | Вилијам Рајкер           |
| Брент Спајнер  | поручник Дејта           |
| Левар Бартон   | Џорди Ла Форџ            |
| Мајкл Дорн     | поручник Ворф            |
| Гејтс Макфаден | Беверли Крашер           |
| Марина Сиртис  | Дијана Трои              |
| Алфри Вудард   | Лили Слоун               |
| Џејмс Кромвел  | Зефрам Кокран            |
| Алис Криге     | краљица Боргова          |
| Нил Макдона    | поручник Хок             |
| Двајт Шулц     | поручник Реџиналд Баркли |
| Дон Старк      | Ники „Нос”               |